# Christopher Sheldrake
Christopher Sheldrake (Madras, ...) è un profumiere britannico.
Dopo aver vissuto per venti anni in Francia ed aver lavorato a lungo per la Quest International, ed ha creato fragranze per Shiseido, Serge Lutens, Rochas, Avon e SpaceNK. Nel 2006 è stato nominato direttore per la ricerca e sviluppo della profumeria di Chanel, dove in precedenza aveva lavorato nei primi anni ottanta al fianco di Jacques Polge.

## Principali profumi creati
Avon
- Perceive (1999)

Chanel
- Chanel 28 La Pausa (2007, con Jacques Polge)
- Chanel 31 rue Cambon (2007, con Jacques Polge)
- Chanel Bel Respiro (2007, con Jacques Polge)
- Chanel Coromandel (2007, con Jacques Polge)
- Chanel Eau de Cologne (2007, con Jacques Polge)
- Chanel No. 18 (2007, con Jacques Polge)
- Chanel Coco Noir (2012, con Jacques Polge)

Isabel Derroisne
- Le Monde en Parfum Le Temps des Reines (1998)

Rochas
- Tocadilly

Scents of Time
- Night Star (2009)

Serge Lutens
- A La Nuit (2000)
- Ambre Sultan (2000)
- Arabie (2000)
- Bas de Soie (2010)
- Bois de Violette (1992)
- Bois et Fruits (1992)
- Bois et Musc (1992)
- Bois Oriental (1992)
- Borneo 1834 (2005)
- Boxeuses (2010)
- Cedre (2005)
- Chene (2004)
- Chergui (2001)
- Chypre Rouge (2006)
- Clair de Musc (2003)
- Cuir Mauresque (1996)
- Daim Blond (2004)
- Datura Noir (2001)
- Douce Amere (2000)
- El Attarine (2008)
- Encens et Lavande
- Fille en Aiguilles (2009)
- Fleurs de Citronnier (2004)
- Fleurs d'Oranger (1995)
- Fumerie Turque (2003)
- Gris Clair (2006)
- La Myrrhe (1995)
- L'Eau Serge Lutens (2010)
- Louve (2007)
- Mandarine Mandarin (2006)
- Miel de Bois (2005)
- Muscs Koublai Khan (1998)
- Nuit de Cellophane (2009)
- Rahat Loukoum (1998)
- Rousse (2007)
- Sa Majeste la Rose (2000)
- Santal Blanc (2001)
- Santal de Mysore (2001)
- Sarrasins (2007)
- Tubereuse Criminelle (1999)
- Un Bois Sepia (1994)
- Un Bois Vanille (2003)
- Un Lys (1997)
- Vetiver Oriental (2002)

Shiseido
- Feminite du Bois (1992, con Pierre Bourdon)

Space NK
- Laughter (1999)
- Men Blue (2005)
- Man (2001)
- Melodrama (2005)
- Santalrosa (2008)
- Tuberoli (2008)
- Woman (1999)